# Petrov (cràter)

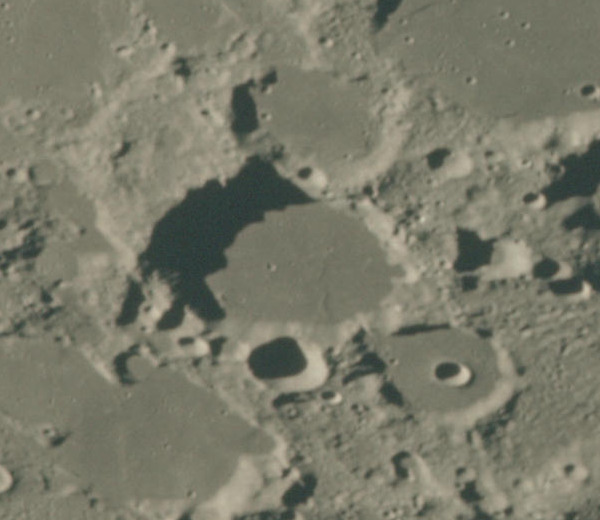
Fotografia de la missió Apol·lo 15

Petrov és un cràter d'impacte situat sobre el terminador sud-oriental de la Lluna. El cràter és difícil d'observar en aquesta ubicació, afectat per la libració. El cràter més proper és Chamberlin, gairebé sobre la cara oculta, al nord-est. Una mica més a l'oest-sud-oest de Petrov es troba Gill.

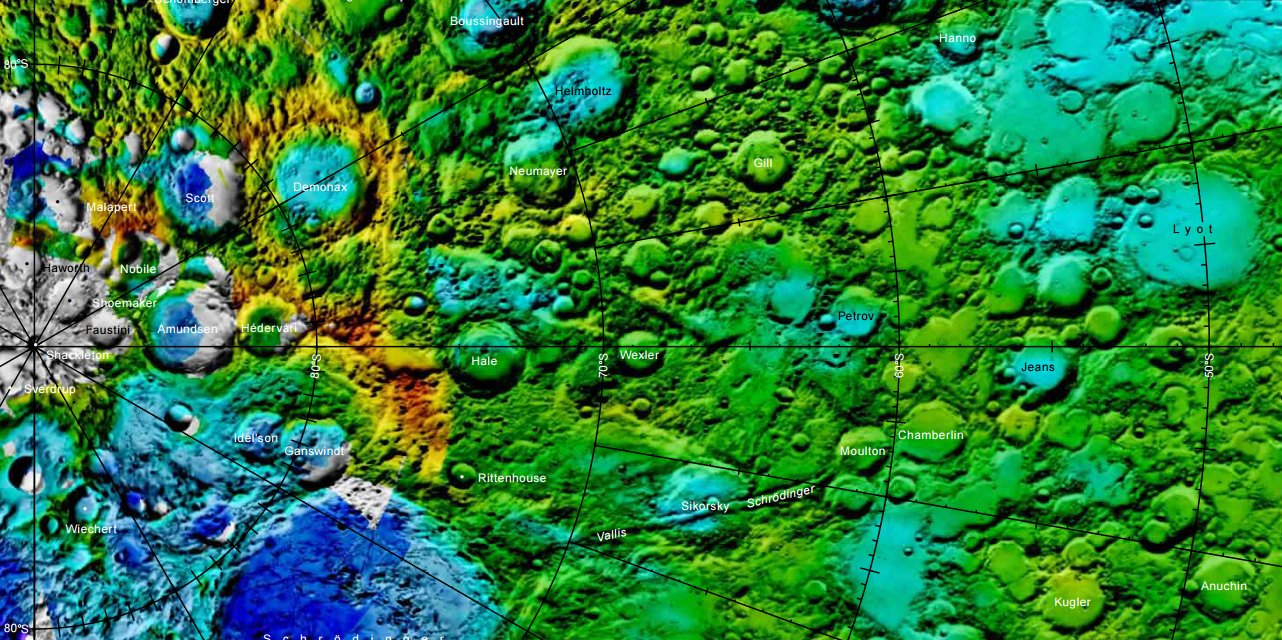
Localització de Petrov (entre el centre de la imatge i Lyot)

La vora d'aquest cràter ha estat desgastada i erosionada per impactes, deixant un anell irregular de crestes i incisions en la paret interna. El cràter més petit Petrov A s'introdueix lleugerament en la vora sud. En el sud-est, Petrov B està unit a l'exterior del sud-est, quedant units tots dos per una estreta vall.
El sòl interior de Petrov ha estat completament regenerat per fluxos de lava basàltica, deixant una superfície de baix albedo que és relativament llisa i sense trets distintius. Aquest material és gairebé tan fosc com el de la Mare Australe, situada al nord. El sòl està marcat només per uns petits cràters.

## Cràters satèl·lit
Per convenció aquests elements són identificats en els mapes lunars posant la lletra en el costat del punt central del cràter que està més proper a Petrov.
|        | \| Petrov \| Coordenades \| Diàmetre \| \| ------ \| ------------------------------------ \| -------- \| \| A \| 62° 30′ S, 88° 18′ E / 62.5°S,88.3°E \| 17 km \| \| B \| 62° 18′ S, 90° 30′ E / 62.3°S,90.5°E \| 31 km \| |          |
| Petrov | Coordenades | Diàmetre |
| A      | 62° 30′ S, 88° 18′ E / 62.5°S,88.3°E | 17 km    |
| B      | 62° 18′ S, 90° 30′ E / 62.3°S,90.5°E | 31 km    |